# 門登霍爾峰
85°24′S 87°19′W / 85.400°S 87.317°W
門登霍爾峰（英語：Mendenhall Peak），是南極洲的山峰，位於埃爾斯沃思地，處於拉瑟山以西0.9公里，海拔高度2,130米，由美國地質調查局命名，現時由南極條約體系管理。